# 买处
买处指男性通过性交易的形式获得与处女性交。在中国大陆，成为常见的一种社会现象。中国大陆男性买处的动机是“处女情结”下的占有女性初夜，亦相信和處女性交可以改善运气，包括提升官运。

## 中华人民共和国
买处和中国大陆性暴力、中国大陆强奸问题悉悉相关。在中国大陆，性交易一直处于非法和地下状态。进入21世纪，中华人民共和国性文化更为开放和包容，但父權意識仍為主流，社会中处女情结仍是普遍存在的现象。因此處女賣淫的酬勞會較一般女性性工作者高，一些女性就以此途徑主动或被迫賺錢。此外，也有非處女為了賺取更多金錢，去做處女膜修補手術或以其他方法欺騙嫖客，假扮處女賣「初夜」。2001年岳阳廖家坡逼童为娼案中，则显示皮条客利用女童年幼之故，多次强迫女童假扮处女卖淫。
另一方面，通过“买处”占有女性初夜，成为中国权贵和官员追逐的目标，演变为针对未成年少女的性侵和强迫卖淫。由于女性初夜的稀缺性，通常以中、小学生为目标，多以诱骗、强迫甚至绑架的方式完成。包括各级官员在内的公职人员被认为是买处的主力。2015年文章指，北京青少年法律援助中心儿童性侵害调查数据显示，未成年少女性侵案中45%的被告为公职人员，令中国大陆性暴力问题引起关注。官商勾结中，商人为官员买处，亦是常见的现象。

## 备注
1. ↑  参见：吴天喜案、岳阳廖家坡逼童为娼案。